# Cerro Araral
Cerro Araral är ett berg i Bolivia, på gränsen till Chile. Det ligger i den sydvästra delen av landet, 400 km sydväst om huvudstaden Sucre. Toppen på Cerro Araral är 5 688 meter över havet, eller 451 meter över den omgivande terrängen. Bredden vid basen är 2,4 km.
Terrängen runt Cerro Araral är kuperad norrut, men söderut är den bergig. Trakten runt Cerro Araral är nära nog obefolkad, med mindre än två invånare per kvadratkilometer..
Trakten runt Cerro Araral är ofruktbar med lite eller ingen växtlighet.